# Бражник слепой
Бражник слепой (Smerinthus caecus) — бабочка из семейства бражников (Sphingidae).

## Описание
Размах крыльев у самца 50—60 мм, самки — 55—70 мм. По окраске и рисунку крыльев очень похож на бражника глазчатого. Отличительным признаком является небольшое темное каштанового цвета пятно треугольной формы у вершины переднего крыла, примыкающее к его внешнему краю. Передние крылья узкие, светло-кремового или серовато-лилового цвета с более тёмным мраморным рисунком из разводов. Передние крылья с размытым коричневым срединным полем и поперечными волнистыми перевязями. Задние крылья у основания розовато-красные. На них располагаются большие глазчатые пятна — вытянутый овальный глазок чёрного цвета с голубым ободком внутри, который состоит из двух отдельных полуколец, разделенных черным полем (у глазчатого бражника голубой ободок цельный). Усики пильчатые.

## Ареал
Распространен в средней полосе России, в северо-восточной части Казахстана, почти по всей территории Сибири (кроме севера) и югу Дальнего Востока, включая Камчатку, Сахалин, Японию, Монголию и Китай, но довольно редко встречается в средней полосе России и только изредка залетает в страны Восточной Европы.
В начале XX века вид указывался исключительно для Сибири и Дальнего Востока. В 1911 году он был уже обнаружен на Урале, а затем в европейской части России. Вероятно, имело место расселение вида в западном направлении за последнее столетие.

## Биология
Время лета бабочек с конца мая — июня по середину июля, в Приамурье — с конца мая до середины августа. Бабочки активны ночью. Вид приурочен к разреженным смешанным и лиственным лесам. Предпочитает ивняковые заросли по долинам рек. В случае опасности бабочка демонстрирует нижние крылья с глазчатыми пятнами, трепеща при этом верхними крыльями — пример отпугивающей окраски и поведения.

## Жизненный цикл
После спаривания самки откладывают до 150 яиц овальной формы, зеленовато-белого цвета. Гусеницы развиваются с июля по август. Гусеница зеленого цвета с белыми косыми полосами по бокам и с красными дыхальцами. Имеет рог на заднем конце тела, похожа на гусеницу бражника глазчатого, но отличаются от неё черными пятнами на верхней стороне рога и у основания ног. Длина гусеницы последнего возраста до 70 мм. Кормятся на ивах, реже на тополях, осине, берёзах. В конце августа — начале сентября гусеницы окукливаются в почве в легкой колыбельке. Зимует куколка.

## Охрана
Занесён в Красную книгу республики Башкортостан — 3 категория — редкий вид с малой численностью и ограниченной территорией обитания.